# Лагуниха
Лагуниха — река в России, протекает в Саратовской области.

## География и гидрология
Лагуниха левобережный приток реки Камелик, её устье находится в 41 километр от устья Камелика. Длина реки — 41 километр. Площадь водосборного бассейна — 181 км².

## Данные водного реестра
По данным государственного водного реестра России относится к Нижневолжскому бассейновому округу, водохозяйственный участок реки — Большой Иргиз от истока до Сулакского гидроузла. Речной бассейн реки — Волга от верхнего Куйбышевского водохранилища до впадения в Каспий.
Код объекта в государственном водном реестре — 11010001612112100010045.